# Perisoreus
Perisoreus és un gènere d'ocells de la família dels còrvids (Corvidae). des de les regions boreals d'Amèrica del Nord i Euràsia des d'Escandinàvia fins a la costa asiàtica. Una espècie aïllada també es troba al nord-oest de Sichuan de la Xina. Les espècies de Perisoreus estan estretament relacionades amb el gènere Cyanopica.

## Taxonomia
El gènere va ser introduït pel zoòleg francès Charles Lucien Bonaparte el 1831. L'espècie tipus va ser designada posteriorment com el gaig del Canadà. El nom del gènere pot provenir del grec antic «perisōreu» que significa “amuntegar” o “enterrar a sota”. Alternativament, pot ser del llatí «peri-» “molt” o “excés” i «sorix», un ocell d'auguri dedicat a Saturn.
Segons la Classificació del Congrés Ornitològic Internacional (versió 14.2, 2024) aquest gènere està format per tres espècies:
- Perisoreus canadensis - Gaig del Canadà.
- Perisoreus infaustus - Gaig siberià.
- Perisoreus internigrans - Gaig de Sichuan..